# CUT (gruppo musicale)
I CUT sono un gruppo musicale rock alternativo italiano caratterizzato da strutture garage punk e sonorità noise rock. La band nacque a Bologna nel 1996.

## Storia

### Origini dei CUT e Gamma Pop Records
I Cut nacquero a Bologna nel 1996 dall'incontro di Elena Skoko (voce e percussioni), Ferruccio Quercetti (chitarra e voce), Carlo Masu (chitarra e voce), Luisella Matricardi (chitarra), Daniele Pala (batteria). Gia nel 1997 rilasciano la cassetta Trouble / Desire, e subito dopo parteciparono alla fondazione della seminale etichetta Gamma Pop Records ed alla sua prima pubblicazione, una compilation intitolata Metal Machine Muzak  che li vedeva al fianco di band della scena italiana come Three Second Kiss, Motorama, Ulan Bator, Massimo Volume e molti altri.
Fu poi dell'anno seguente il loro primo album ufficiale registrato allo Scandellara Studio ed intitolato Operation Manitoba (Gamma Pop Records, 1998), che vedeva una miscela di rock and roll, punk rock, noise rock e blues di spenceriana memoria, fatta di brani "scarni e lancinanti, senza alcun intervento elettronico" e registrati rigorosamente in presa diretta. L'album ricevette un gran consenso di critica e pubblico, garantendo alla band una fitta attività concertistica. Luca Frazzi lo definì "..disco italiano dell'anno".
In questo periodo Pala lasciò la band, ed a lui subentrò prima Carlo Alberto Bassani, che di li a poco abbandonò per fondare gli Slim, e poi l'ex Santo Niente Gianluca Schiavon.

### 2000-2009: DaContactadA Different Beat
Il nuovo millennio iniziò con uno dei primi esperimenti di editoria musicale on-line, fatto in collaborazione con Vitaminic: Contact (Gamma Pop/Vitaminic, 2000) era un singolo con due tracce reperibile solo sul web Sempre nel 2000 i CUT furono invitati al Beach Bum festival.
Nel 2001 i CUT entrarono in studio presso il Red House Recordings di Senigallia senza Luisella Matricardi che nel frattempo aveva lasciato la band e con la produzione artistica dello statunitense Juan Luis Carrera per registrare quello che diventerà il loro secondo album dal titolo Will U Die 4 Me? (Gamma Pop Records, 2001), un disco che presentava "brani di grande impatto" sulla scia del precedente, con "chitarre ruvide e abrasive", ritmiche veloci e "testi in linea con l’attitudine selvaggia del gruppo". Il consenso della critica li portò poi ad essere inseriti in varie compilazioni allegate a riviste: Il brano Sugar Babe venne inserito da Il mucchio selvaggio in Dicembre 2000, Big Lover nella compilazione di Rock Sound Rock Sound Volume 34 e Will U Die 4 Me? fu inserita da Metallic KO in Metallic Ko #2. Nella prima metà del 2001 molte furono le date anche in Europa, tra le quali l'apertura dell'Independent Days Festival di Bologna.
L'anno seguente pubblicarono poi l'EP Torture (Gamma Pop Records, 2002), che vide l'ingresso di Francesco Billét dei Permanent Fatal Error alla batteria. Il disco vedeva, tra l'altro, una cover di Sign o' the Times di Prince, ed i videoclip di Sugar Babe (regia di Aniello Greco) e di Will You Die 4 Me?.
Anche a causa di alcuni problemi organizzativi dell'etichetta e dell'abbandono della Skoko, Bare Bones uscì nel 2003 con la voce di Cristina Negrini, come co-produzione tra la Gamma Pop e la V2 Records. Il suono garage punk tipico della band, era qua spesso contaminato da sonorità più hardcore punk di stampo washingtoniano. Il disco appariva comunque più debole degli altri, anche a causa di una eccessiva "fedeltà a modelli ormai ampiamente reinterpretati" di una band che sembrava qui "alla ricerca di qualcosa".
Nel 2006, in seguito ad un concerto con Giardini di Mirò e Yuppie Flu, i CUT firmarono per la Homesleep Music, etichetta che raccoglieva in parte l'eredità della Gamma Pop, e pubblicarono il loro A Different Beat, un album registrato come trio che proponeva un "garage noise secco e brutale" rinforzato in studio dagli ospiti Bruno Germano dei Settlefish e Andrea Rovacchi dei Julie's Haircut. L'album vedeva una nuova e più fantasiosa scrittura delle canzoni, ben adattata al loro classico ruvido stile punk'n'roll, in una "fusione di punk, garage, blues hard e new wave “funkeggiante”.

### 2010-in poi:Annihilation roadeSecond Skin
Se la fine degli anni 2000 vide una minor attività della band, sia a livello di uscite discografiche che di attività live, con l'ingresso della nuova decade la band entrò nello studio di Matt Verta-Ray a New York, che avevano conosciuto condividendo il palco con gli Heavy Trash di cui era chitarrista, e coinvolgendo per il mastering Ivan Julian, ex chitarrista dei Voidoids di Richard Hell. L'album uscì a 4 anni dal precedente, era intitolato Annihilation road, veniva stampato dalla riminese Go Down Records ed aveva sonorità più radicalmente rock'n'roll e meno influenzate dalla new wave. Al disco seguì un tour europeo. Nello stesso anno usci poi lo split 7" Don't Turn Away / Oh Dear! (Riff Records) in condivisione con i Settlefish.
Intanto, nel loro primo tour britannico che seguì Annihilation road, Andrea Rovacchi dei Julie’s Haircut aveva registrato il live al Pilgrim’s Pub di Liverpool. Da quelle incisioni nacque il loro primo album live intitolato The Battle of Britain – Live in the UK, che li vide tornare sotto il marchio Gamma Pop. Nello stesso anno uscì Split Series #1 Winter 2011 (Edils Recordings) condiviso con gli statunitensi Go Heeled e The Lions Rampant, mentre nel 2013 rilasciarono lo split 7" Downtown Love Tragedies (Pts. I & II) condiviso con i Julie's Haircut.
Nel 2016, in occasione del ventennale dalla fondazione della band, i CUT pubblicarono Second Skin (Area Pirata, Dischi Bervisti, Goodfellas), un album che coinvolge tutte le figure che negli anni avevano collaborato con loro. Il disco vedeva la partecipazione di Mike Watt (Minutemen, fIREHOSE, The Stooges), Stefano Pilia (Massimo Volume), Sergio Carlini (Three Second Kiss), Andrea Rovacchi (Julie's Haircut), Bruno Germano (Settlefish), Paolo Raineri (Junkfood, KoMaRa, Ottone Pesante, The Blessed Beat), Francesco Bolognini, Francesco Bucci e Francesco Salomone, presentando un suono "post-hardcore minimalista e ribelle che s'intreccia a cenni di sgangherato post-punk, alternative-rock anglofono freddo e nichilista, con quella sana dose d'italianità data da una certa propensione a prediligere l'aspetto melodico alla cacofonia sonica molesta".

## Discografia

### Album
- 1998 - Operation Manitoba
- 2001 - Will U Die 4 Me
- 2003 - Bare Bones
- 2006 - A Different Beat
- 2010 - Annihilation Road
- 2011 - The Battle Of Britain - Live In The U.K.
- 2017 - Second Skin

### Singoli ed EP
- 2002 - Torture
- 2010 - Don't Turn Away / Oh Dear! Split 7" con i Settlefish
- 2013 - Downtown Love Tragedies (Pts. I & II) Split 7" con i Julie's Haircut
- 2019 - Bad Chromosome / You I Shall Drown Split 7" come "CUT + Mike Watt", in condivisione con i Movie Star Junkies